# Creole (язык разметки)
Creole — облегчённый язык разметки, нацеленный на объединение языков разметки для вики-проектов, даёт возможность и упрощает передачу содержимого между различными вики-движками. Идея создания языка родилась на одном из семинаров в рамках International Symposium on Wikis в 2006 году. Для языка Creole также было опубликовано формальное описание РБНФ и XML-описание согласно стандарту EXI. В ходе разработки Creole сравнивались особенности разметки различных вики-движков, при этом в язык входили наиболее часто встречавшиеся способы форматирования одинаковых элементов вики-текста. Если совпадений в способах разметки не находили, то обычно принимали способ форматирования, используемый в доминирующем вики-движке MediaWiki.
Стандарт языка Creole версии 1.0 был опубликован 4 июля 2007 года, после чего последовала двухлетняя заморозка проекта для того, чтобы дать время разработчикам вики-движков на реализацию нового языка. Несмотря на то, что развитие стандарта продолжается, первая его версия остаётся замороженной. В сообществе разработчиков продолжаются дискуссии относительно использования в языке Creole лучших практик в области вики-разметки, о возможных дополнениях к языку и изменениях в последующих версиях языка.
На 2012 год поддержка Creole в вики-проектах остается ограниченной. Многие вики-движки предлагают язык Creole на выбор, однако, лишь некоторые вики-проекты используют его по умолчанию и некоторые предоставляют возможность выбрать этот язык.

## Примеры синтаксиса Creole
Выделенный текст:
```
//выделенный// (напр. курсив)

**сильно выделенный** (напр. полужирный)
```

Списки:
```
* Маркированный список
* Второй элемент
** подэлемент
```

```
# Нумерованный список
# Второй элемент
## подэлемент
```

Ссылки:
```
Ссылка на [[вики-страницу]]

[[адрес_ссылки|текст ссылки]]
```

Заголовки (закрывающие знаки равенства необязательны):
```
= Заголовок первого уровня
== Заголовок второго уровня
=== Заголовок третьего уровня
==== Заголовок четвёртого уровня
```

Разрывы строк:
```
Принудительный\\разрыв строки
```

Горизонтальная линия:
```
----
```

Изображения:
```
{{Image.jpg|альтернативный текст}}
```

Таблицы:
```
|= |= заголовок |= таблицы |
| а | строка | таблицы |
| б | строка | таблицы |
```

Экранирование разметки:

 {{{
 Этот текст //не// будет **отформатирован**.
 }}}

## Поддержка в вики-движках
На начало 2011 года следующие вики-движки поддерживают полную или частичную реализацию Creole: DokuWiki, EuWiki, Hatta Архивная копия от 12 марта 2012 на Wayback Machine, Ikiwiki, JSPWiki, MoinMoin, Oddmuse, PhpWiki, PmWiki, PodWiki, RoadKillWiki Архивная копия от 21 марта 2012 на Wayback Machine, TiddlyWiki и XWiki.
Однако, далеко не всегда Creole является языком по умолчанию для этих систем.